# John Waiko
John Dademo Waiko, issu du peuple binandare, né dans le village de Tabara dans la Province Nord de la Papouasie-Nouvelle-Guinée le 8 août 1945,, et mort le 17 novembre 2024, est un historien, anthropologue, dramaturge et homme politique papou-néo-guinéen.

## Biographie
Après un diplôme de Master en Histoire africaine à l'université de Londres, il obtient un doctorat en sciences sociales à l'université nationale australienne en 1983, et devient ainsi le premier Papou-néo-guinéen à décrocher un doctorat. Sa thèse porte sur les manières dont la tradition orale des Binandare construit leur passé en rapport avec le présent. En 1986, il est également le premier à obtenir un poste de professeur d'université, en 1986 à l'université de Papouasie-Nouvelle-Guinée, où il est nommé à la tête du département d'Histoire. Il publie plusieurs articles sur l'histoire, la culture et la politique de son pays. La première édition de son ouvrage A Short History of Papua New Guinea (Une brève histoire de la Papouasie-Nouvelle-Guinée) est publiée en 1993,.
Il est également l'auteur d'une pièce de théâtre, The Unexpected Hawk (L'Autour inattendu), publiée en 1969,,. Dans le milieu des affaires, il est directeur d'une entreprise du bâtiment de 1986 à 2006, puis co-directeur d'une entreprise avec son épouse à partir de 2007.
En 1992, candidat pour le Parti d'action populaire (en), John Waiko est élu député de la circonscription de Sohe (la circonscription centrée sur Kokoda) au Parlement national. Il n'obtient que 16% des voix, mais devance largement le député sortant David Beu et la plupart des treize autres candidats dans la circonscription. Réélu en 1997 avec 20% des suffrages, très largement devant ses trente adversaires, il est ministre des Affaires étrangères dans le gouvernement réformiste de Mekere Morauta de 2001 à 2002,. Sa nomination est controversée ; son prédécesseur, John Pundari, a été limogé après avoir fait appliquer le droit en expulsant du pays un influent homme d'affaires malaisien, Philip Lee, qui avait enfreint les lois d'immigration. John Waiko est partenaire de l'entreprise d'exploitation sylvicole de Philip Lee, et l'autorise à revenir en Papouasie-Nouvelle-Guinée. Le Congrès des syndicats de Papouasie-Nouvelle-Guinée demande alors sans succès que John Waiko démissionne,,.
Aux élections de 2002, il termine deuxième sur quarante-quatre dans sa circonscription, devancé de seulement cinquante-sept voix par Peter Oresi, et perd donc son siège. Aux élections de 2007 et de 2012, il se présente à nouveau, représentant le nouveau Parti de la Papouasie-Nouvelle-Guinée, mais sans succès,,,.
En 2003 son ouvrage Papua New Guinea: A History of Our Times (Papouasie-Nouvelle-Guinée : Une histoire de notre temps) est publié aux éditions Oxford University Press de l'université d'Oxford.
Deux films biographiques ont été consacrés à Waiko. En 1990, Man Without Pigs est un film documentaire de Chris Owen qui examine sa difficulté à réintégrer son village de naissance alors qu'il n'y a pas de statut coutumier reconnu, ne possédant pas de porcs, la richesse traditionnelle des villageois et le symbole de leur ascension sociale. Le film reçoit le prix pour meilleur documentaire étranger au Festival du film de Sydney, et le prix pour meilleur documentaire au Festival international du film de Hawaii,. En 2007, il s'incarne à nouveau lui-même dans Minister Without Money, film de Sandra Welkerling.